# Dicrossus filamentosus
Dicrossus filamentosus és una espècie de peix de la família dels cíclids i de l'ordre dels perciformes.

## Morfologia
- Els mascles poden assolir 3,8 cm de longitud total.[1][2]

## Hàbitat
És una espècie de clima tropical entre 23 °C-25 °C de temperatura.

## Distribució geogràfica
Es troba a Sud-amèrica: conques dels rius Amazones ( riu Negro) i Orinoco (des del riu Inírida -Colòmbia- fins a Maripa -Veneçuela-).